# Manuel Lozano Guillén
Manuel Lozano Guillén (Belver de Cinca (Osca), 26 de febrer de 1904 — Saragossa, 24 d'abril de 1945) va ser un anarquista, sindicalista i militar aragonès.

## Biografia
Nascut en Bellver de Cinca en el si d'una família pagesa humil, va emigrar jove a Catalunya, on va treballar de peó en diferents oficis. Militant de la CNT, es va veure perseguit per la policia, exiliant-se a França sota la dictadura de Primo de Rivera.
Retorna al seu poble abans de la proclamació de la Segona República Espanyola, on treballa de jornaler i en l'hort familiar. es relaciona amb els confederals d'Albalate de Cinca, entre ells amb el mestre llibertari Félix Carrasquer, creant a imitació d'aquests una agrupació cultural. Va ser el primer secretari de la CNT belverina, desenvolupant una gran labor de propaganda juntament amb els companys Valero i Sierra. Va encapçalar, en substitució de Carrasquer, el Comitè de la important Federació Comarcal del Cinca, que comptava a la tardor de 1931 amb 4.000 afiliats a la CNT. Fins i tot van comprar un cotxe que assegurés les comunicacions entre els diversos sindicats de la comarca.
Després dels moviments insurreccionals de 1932 i desembre de 1933 va ser perseguit i els sindicats clausurats. Aixafat l'aixecament feixista a la comarca, se situa al capdavant del Comitè Revolucionari i de les col·lectivitats de Bellver, sent delegat per la Comarcal del Cinca al Ple Regional de Sindicats aragonesos d'agost de 1936. El 22 d'agost de 1936 és coordinador, juntament amb el mestre llibertari de Fraga José Alberola i Justo Val Franco d'Albalate de Cinca, de l'Assemblea reunida en aquesta última localitat amb representació dels 21 pobles de la comarca, on van debatre sobre el mitjà o manera d'estructurar una nova economia natural i proletària.
S'incorpora després com a voluntari a la columna Roja i Negra en la 14a Centúria Ayerbe-La Peña, en la qual lluitaven una trentena de cenetistes de Bellver, entre ells els seus tres nebots Manuel, Antonio i José Lozano Alegre. Combat en el setge a Osca: davant els fets de maig a Barcelona s'hi dirigeix al costat de Máximo Franco Cavero, però són detinguts per Gregorio Jover Cortés, cap de la 28a Divisió republicana a Binèfar, qui els fa reconsiderar la seva postura.
Des de juny de 1937, amb la militarització de les columnes milicianes, és comissari de la 127a Brigada Mixta de la 28a Divisió fins al final de la guerra, lluitant als fronts d'Aragó, Llevant i Extremadura. Va rebre la condecoració al valor al costat de tota la Divisió pel seu defensa i resistència en el front de Terol (Castelfrío, Cedrillas, Sarrión) a l'abril i maig de 1938, que va evitar la caiguda de València. Al març de 1939 s'enfronta i desarma a les tropes comunistes de Juan Negrín, revoltades a Madrid contra la Junta de Defensa de Casado.
Copat a la ratera del port de Alacant, és detingut i tancat a Albatera i Barbastre. Condemnat a 20 anys de presó, és conduït a la presó d'Osca, on rep suport econòmic i correu de la clandestina Xarxa Ponzán, que al maig de 1940 fracassa en el seu intent d'alliberar-lo, i en resulta ferit Francisco Ponzán, que ha d'amagar-se uns mesos en la muntanya fins a la seva tornada a França. Malgrat això, al novembre de 1941 continuava la relació epistolar entre tots dos a través de Joaquín Sin Oto, enllaç clandestí.
És traslladat a Santoña i Madrid, jutjat de nou i condemnat a pena de mort. Després de sis anys de presó i d'haver acabat la guerra, va ser afusellat el 24 d'abril de 1945 a Saragossa. Els franquistes li van oferir un càrrec al Sindicat Vertical a canvi de salvar la seva vida, però el va rebutjar. El seu company, l'anarcosindicalista Pedro Torralba Coronas, en el seu llibre De Ayerbe a la Roja y Negra. 127ª BM de la 28ª División descriu Lozano com un home idealista, íntegre, sobri, purità, senzill amb tots nosaltres, fraternal en el tracte i recte en la conducta.